# اچ‌ام‌اس نیوکاسل (۱۸۶۰)
اچ‌ام‌اس نیوکاسل (۱۸۶۰) (به انگلیسی: HMS Newcastle (1860)) یک کشتی بود که طول آن ۲۵۰ فوت (۷۶٫۲ متر) بود. این کشتی در سال ۱۸۶۰ ساخته شد.